# Deontay Wilder
Deontay Leshun Wilder (rođen 22. listopada, 1985.) je američki profesionalni boksač. Od 2015. držao je naslov prvaka u teškoj kategoriji po inačici WBC i time je postao prvi američki svjetski prvak u teškoj kategoriji u devet godina, što je najduže vrijeme u povijesti boksa bez prvaka u teškoj kategoriji SAD. Držao je pojas sve do 22. veljače 2020. kada mu je Tyson Fury nanio prvi poraz u karijeri tehničkim nokautom u 7. rundi. Kao amater je osvojio brončanu medalju u diviziji teške kategorije na Olimpijskim igrama 2008. Time je stekao nadimak Brončani bombarder (The Bronze Bomber) koji je Wilder dobio izraz jer podsjeća na Joea Louisa koji je bio poznat po nadimkom "The Brown Bomber".